# Schondorf (Bay) (stacja kolejowa)
Schondorf (Bay) (niem. Bahnhof Schondorf (Bay)) – stacja kolejowa w Schondorf am Ammersee, w kraju związkowym Bawaria, w Niemczech. Znajduje się na Ammerseebahn. Według DB Station&Service ma kategorię 6. Dziennie obsługuje około 50 pociągów regionalnych Bayerische Regiobahn (BRB).
Stacja Schondorf (Bay) otwarta została na Ammerseebahn w dniu 30 czerwca 1898. Zbudowany w 1934 roku budynek dworca jest obiektem zabytkowym.

## Linie kolejowe
- Ammerseebahn

## Połączenia
| Rodzaj pociągu | Trasa                                                                                      | Takt                         |
| -------------- | ------------------------------------------------------------------------------------------ | ---------------------------- |
| BRB            | Augsburg-Oberhausen – Augsburg Hbf – Mering – Geltendorf – Schondorf – Weilheim – Schongau | Godzinny                     |
| BRB            | Geltendorf – Schondorf – Weilheim – Peißenberg                                             | Godzinny w godzinach szczytu |